# Pentoffia nuda
Pentoffia nuda är en insektsart som beskrevs av Dietrich 2004. Pentoffia nuda ingår i släktet Pentoffia och familjen dvärgstritar. Inga underarter finns listade i Catalogue of Life.